# Беда, Константин Иосифович
Константи́н Ио́сифович Беда (24 сентября 1916 — 11 апреля 1979, Оттава) — украинский языковед, литературовед. Доктор славянской филологии (1943), профессор (1957), действительный член Научного общества имени Тараса Шевченко, Украинской свободной академии наук, Канадской и Американской ассоциации сравнительного литературоведения и других научных институтов.

## Биография
Окончил гуманитарный факультет Львовского университета (1939), в Венском университете получил звание д-ра славянской филологии, там же работал научным сотрудником кафедры славянской филологии (1943-45). Продолжал учёбу в Бернском университете (Швейцария, 1946-47). С 1952 года — преподаватель факультета славяноведения Оттавского университета; с 1953 — гражданин Канады, с 1957 — профессор и заведующий кафедры славистики Оттавского университета. Специалист по славянской филологии, сравнительного литературоведения и истории украинской литературы. Сотрудничал с Украинским католическим университетом в Риме и украинском свободным университетом в Мюнхене. Представлял Канаду и украинскую науку на международных научных съездах. Автор более 80 научных работ на украинском, русском, английском, испанском, немецком, французском языках. Редактор изданий «Перший Кобзар Шевченка» (Оттава, 1961), «Poesie du Quebec Contemporain» (Оттава, 1968), «Slavs in Canada», т. 1-2.
Умер в Оттаве 11 апреля 1979 года.

## Сочинения
- Релігійні мотиви в наукових творах Івана Франка. «Фенікс», 1956, № 7;
- На вершинах ідеї і форми: кілька думок про творчість Шекспіра. Торонто, 1958;
- Союз гетьмана Мазепи з Карлом XII. Вінніпег, 1958;
- Lesya Ukrainka: Life and Work. Toronto, 1968;
- Іоаникій Галятовський і його «Ключ разуменія». Рим, 1974;
- Київська «Граматика» з 1705 року. Рим, 1978.